# Можжевельник сибирский
Можжевельник сибирский (Juniperus sibirica Burgsd.) — вид растений из рода Можжевельник (Juniperus) семейства Кипарисовые (Cupressaceae). Некоторые ботаники считают этот вид разновидностью Можжевельника обыкновенного — Juniperus communis var. saxatilis. Впервые вид был описан в 1787 году немецким лесничим Фридрихом Август Людвиг фон Бургсдорфом в его труде «Anleitung zur sicheren Erziehung Holzarten». В культуре с 1879 года.
Основные отличия от Можжевельника сибирского
Листья линейные, короткозаостренные, длиной до 4 мм, почти колючие, более или менее согнутые, расположенные в сближенных мутовках, прижаты к веткам.
Плоды - шаровидные, черные с сизым налетом, на коротких ножках, диаметром 6-8 мм; семя 2-3 мм.

## Ботаническое описание
Однодомный кустарник 0,5—1 м высотой с распростёртыми над землёй и поднимающимися ветвями. Хвоя игольчатая длиной 4—8 мм  и шириной 1—2 мм, серповидно изогнутая, сверху желобчатая, с белой восковой полоской посередине. «Шишкоягоды» 6—9 мм в диаметре, почти шаровидные, чёрно-сизые, на коротких ножках, слегка мясистые, с двумя-тремя трёхгранными буроватыми семенами.  

## Распространение и экология
Распространён в горах средней Европы, в Малой Азии, в Монголии, в горах Северного Китая и севера полуострова Корея, а также в горах Японии (на Хоккайдо и Хонсю). На территории России встречается по всему Дальнему Востоку (на севере чаще, на юге только в горах), почти по всей территории Сибири, по всему Уралу, в горах Кавказа, на севере европейской части. 
Растёт очень медленно. Образует куртины на горных склонах, у россыпей, растет в лиственничниках, среди кедрового стланика, по окраинам марей. 

## Значение и применение
Существенного хозяйственного значения не имеет. Шишкоягоды съедобны и могут быть использованы для переработки (можжевеловая водка). Поедаются многими животными и птицами, употребляются в народной медицине. В культуре встречается редко. Может использоваться как декоративный для горок и склонов.